# Marks & Spencer

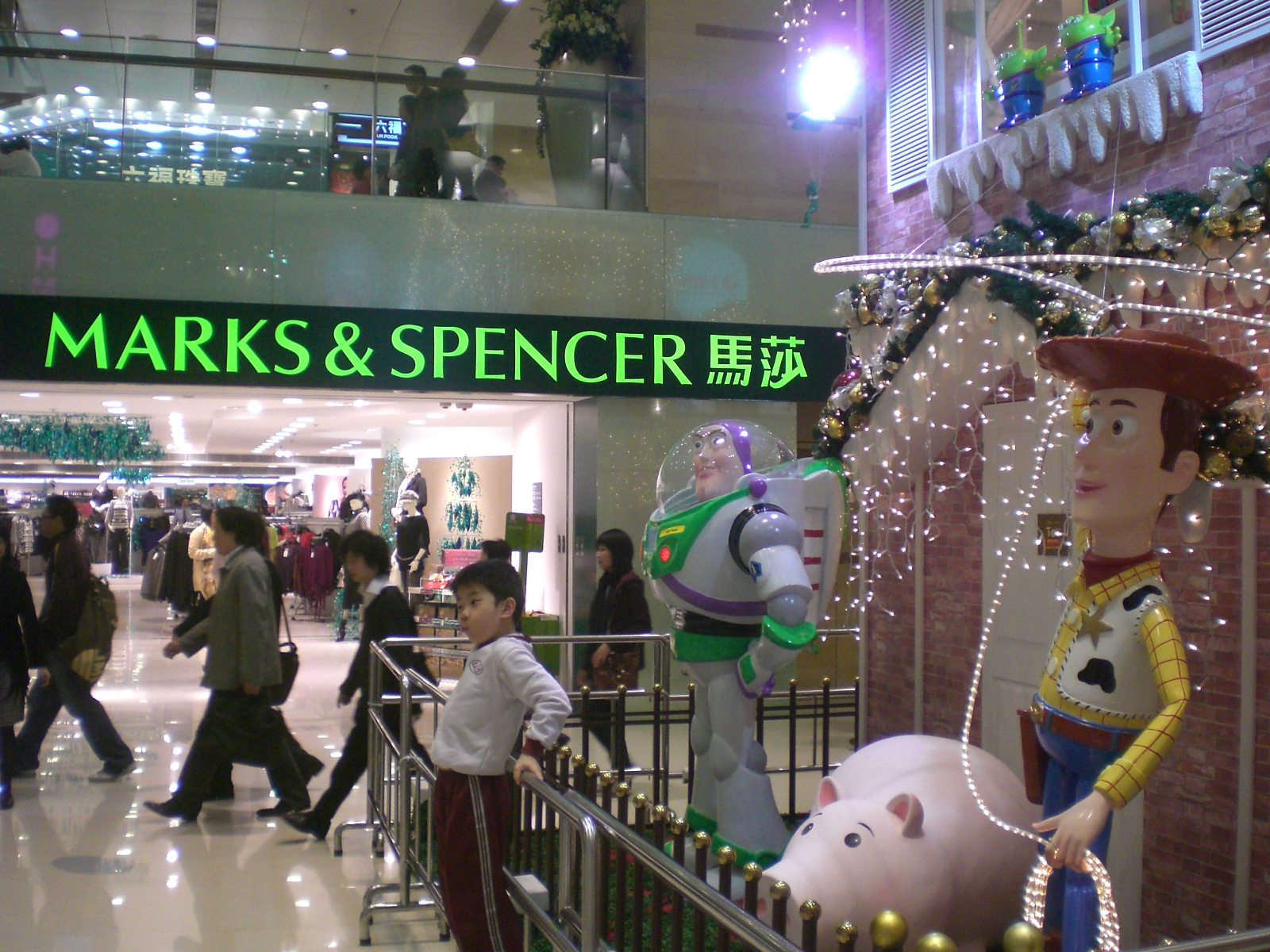
Loja da Marks & Spencer em Hong Kong.

Marks & Spencer (M&S) é uma companhia de varejo britânica e a maior rede de lojas de departamento do Reino Unido, com mais de 840 lojas espalhadas em mais de 30 países. A rede não atua na América.